# Винатцер, Алекс
Алекс Винатцер (итал. Alex Vinatzer; 22 сентября 1999, Больцано) — итальянский горнолыжник, чемпион мира 2025 года в командных соревнованиях, двукратный бронзовый призёр чемпионатов мира, чемпион мира в слаломе слаломе среди юниоров 2019 года. Участник Олимпийских игр 2018 и 2022 годов. Специализируется в технических видах.

## Карьера
В возрасте 16 лет он принял участие в своих первых гонках на соревнованиях FIS в США.
12 ноября 2017 года он дебютировал в Кубке мира в слаломе в финском Леви. Через два с половиной месяца 18-летний спортсмен неожиданно был включен в состав итальянской сборной для участия в зимних Олимпийских игр в Пхёнчхане.
На Олимпийских зимних играх 2018 года в Пхёнчхане он выбыл из соревнования в слаломе уже в первой попытке. В командных соревнованиях в составе Италии он провёл поединок в четвертьфинале, однако его команде не удалось преодолеть этот раунд.
В сезоне 2018/2019, ему удалось выиграть первые Кубковые очки. На чемпионате мира в Швеции в командных соревнованиях завоевал бронзовую медаль. В этом же сезоне он стал чемпионом мира среди юниоров в слаломном спуске.
5 января 2020 года он впервые в карьере поднялся на подиум этапа Кубка мира, став третьем на трассе в Загребе.
В феврале 2025 года на чемпионате мира в австрийском Зальбахе стал чемпионом в смешанных командных соревнованиях в параллельной дисциплине. 

## Результаты на крупнейших соревнованиях

### Зимние Олимпийские игры
| Олимпийские игры | Скоростной спуск | Супергигант | Гигантский слалом | Слалом | Комбинация | Команды |
| ---------------- | ---------------- | ----------- | ----------------- | ------ | ---------- | ------- |
| 2018 Пхёнчхан    | —                | —           | —                 | DNF1   | —          | 5       |
| 2022 Пекин       | —                | —           | DNF1              | DNF2   | —          | 8       |

### Чемпионаты мира
| Чемпионат мира          | Скоростной спуск | Супергигант | Гигантский слалом | Слалом | Комбинация | Команды | Паралл. гигантский слалом |
| ----------------------- | ---------------- | ----------- | ----------------- | ------ | ---------- | ------- | ------------------------- |
| 2019 Оре                | —                | —           | —                 | 19     | —          | 3       | н/д                       |
| 2021 Кортина-д’Ампеццо  | —                | —           | —                 | 4      | —          | —       | —                         |
| 2023 Куршевель/Мерибель | —                | —           | DNF2              | 3      | —          | 8       | 13                        |
| 2025 Зальбах            | —                | —           | —                 | —      | —          | 1       | —                         |

### Подиумы на этапах Кубка мира (3)
| № | Сезон   | Дата        | Место               | Дисциплина | Место |
| - | ------- | ----------- | ------------------- | ---------- | ----- |
| 1 | 2019/20 | 5 янв 2020  | Загреб              | Слалом     | 3     |
| 2 | 2020/21 | 22 дек 2020 | Мадонна-ди-Кампильо | Слалом (2) | 3     |
| 3 | 2024/25 | 26 янв 2025 | Кицбюэль            | Слалом (3) | 2     |